# APA Hotel & Resort Tokyo Bay Makuhari
APA Hotel & Resort Tokyo Bay Makuhari (jap. APAホテル＆リゾート 東京ベイ幕張) – hotel znajdujący się w mieście Chiba w Japonii. Budowa tego 49-piętrowego wysokościowca zakończyła się w 1995 roku. Jego wysokość sięga ponad 180 metrów, co daje mu pierwsze miejsce co do wysokości spośród wszystkich wysokościowców w Chiba. W chwili ukończenia budowy przewyższył najwyższy do tej pory kompleks, World Business Garden. Zaprojektowany został w stylu postmodernistycznym przez Tange Associates (współtwórcę np. UOB Plaza One w Singapurze). Ostatnie piętro znajduje się na wysokości 180,8 metra.